# Nationaal park Lore Lindu
Nationaal park Lore Lindu is een park in Indonesië. Het ligt in de provincie Midden-Sulawesi op het eiland Sulawesi.